# Guwang
Guwang is een bestuurslaag in het regentschap Gianyar van de provincie Bali, Indonesië. Guwang telt 5932 inwoners (volkstelling 2010).